# L. Michael White
L. Michael White é um acadêmico bíblico norte-americano. Ele é o titular da cadeira Ronald Nelson Smith sobre clássicos e origens cristãs, além de diretor do Instituto para o Estudo da Antiguidade e das Origens Cristãs na Universidade do Texas, em Austin. Ele é autor ou co-autor de diversas obras sobre o assunto.
Ele apareceu nos especiais da PBS From Jesus to Christ: The First Christians (1998) e Apocalypse! Time, History, and Revolution (1999).

## Obras
- The Tabula of Cebes, Chico, CA: Scholars Press, 1983
- Building God's House in the Roman World (1990)
- The HarperCollins Concise Atlas of the Bible, San Francisco: HarperCollins, 1991
- The Social Origins of Christian Architecture (1996–1997)
- From Jesus to Christianity, São Francisco: HarperCollins, 2004.
- Field O (2009)
- Scripting Jesus (2010).